# Alouatta guariba
El guariba (Alouatta guariba) o carayá marrón es una especie de la familia de los Atelidae, un tipo de platirrino, que vive en bosques del extremo noreste de Argentina en la provincia de Misiones y el sureste de Brasil. Se asocian en grupos de dos a once individuos. No obstante su nombre su color es variable, desde naranja-rojizo hasta negro.
Se reconocen dos subespecies:
- (Alouatta guariba guariba)
- (Alouatta guariba clamitans)

El Alouatta guariba fue declarado monumento natural de la provincia de Misiones en Argentina mediante la ley n.º 3455 sancionada el 13 de noviembre de 1997.